# Die Mittagshexe

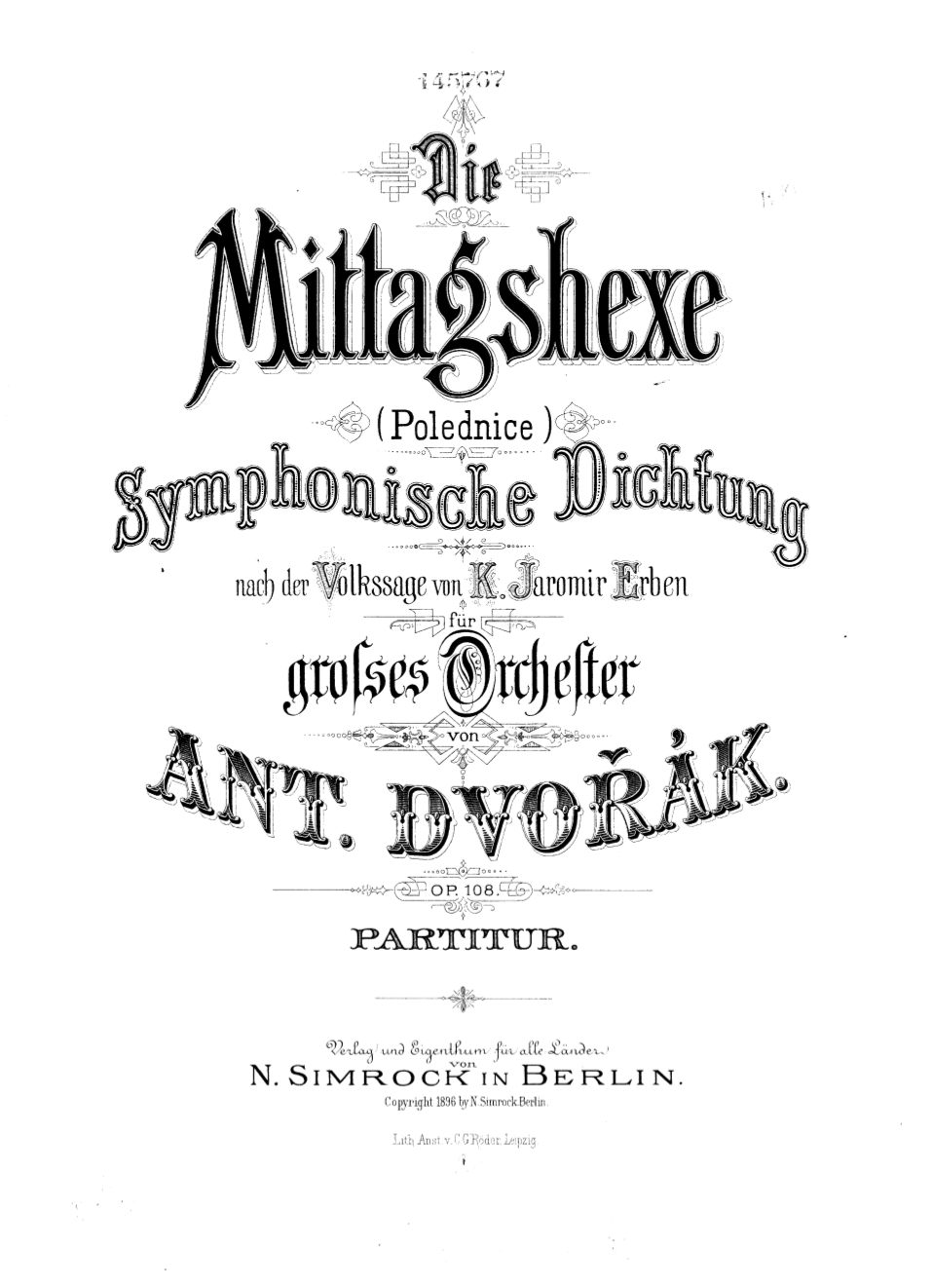

Die Mittagshexe op. 108 ist eine Sinfonische Dichtung des Komponisten Antonín Dvořák.

## Entstehung
Nach Dvořáks Rückkehr von der Dozententätigkeit am New Yorker National Conservatory of Music in seine Heimat im Jahr 1896 schrieb der Komponist mehrere sinfonische Dichtungen, die – bis auf Heldenlied, für das Dvořák ein eigenes Programm entwickelte – auf Stoffen aus der Balladensammlung »Kytice« (Blumenstrauß) des tschechischen Dichters Karel Jaromír Erben beruhen.

## Instrumentierung
Aus der Partitur ergibt sich folgende Besetzung:
- 2 Flöten, 1 Piccoloflöte
- 2 Oboen
- 2 Klarinetten in A, 1 Bassklarinette in A
- 2 Fagotte
- 4 Hörner in F
- 2 Trompeten in C
- 3 Posaunen
- 1 Basstuba
- Pauken
- Becken, große Trommel, Triangel, Glockenspiel
- Streicher (Violine 1+2, Viola, Violoncello, Kontrabass)

## Inhalt
Am Anfang der Dichtung wird das friedliche häusliche Leben einer Familie geschildert. In der Folge stellt die Oboe durch Tonrepetitionen das Geschrei des Kindes dar, dem die Mutter mit der böse Kinder bestrafenden Mittagshexe droht, die wenig später tatsächlich erscheint. Die Mutter versucht, die Hexe abzuwehren, als diese das Kind einfordert. Beim zwölffachen Schlag der Glocke zur Mittagszeit kann sich die Hexe des Kindes bemächtigen. Die Mutter wird ohnmächtig und wird später, mit dem toten Kind in ihren Armen, von ihrem Mann geweckt. Beide vernehmen das Freudengeschrei der Hexe.
Die Musik ist ähnlich einer Sinfonie in vier Handlungsabschnitte gegliedert. Der Fortgang der Handlung von der anfänglichen Idylle bis hin zum dramatischen Schluss wird durch entsprechende Variationen des C-Dur-Themas dargestellt. Über die Dissonanzen beim Erscheinen der Hexe schrieb der Komponist Leoš Janáček: »Man vermöchte den grauenhaften Schatten zu ertasten in diesen seltsam humpelnden, ungewohnten und ungeahnten harmonischen Fortschreitungen«.

## Wirkung
Gemeinsam mit Der Wassermann (op. 107) und Das goldene Spinnrad (op. 109) kam Die Mittagshexe durch Anton Bennewitz am 3. Juni 1896 im Prager Konservatorium zur Uraufführung. Dieser privaten Veranstaltung folgten Aufführungen durch Henry Wood und Hans Richter in London.

## Belege
- Christoph Hahn, Siegmar Hohl (Hg.), Bertelsmann Konzertführer, Bertelsmann Lexikon Verlag, Gütersloh/München 1993, ISBN 3-570-10519-9
- Harenberg Konzertführer, Harenberg Kommunikation, Dortmund, 1998, ISBN 3-611-00535-5